# Leucosyrinx verrillii
Leucosyrinx verrillii é uma espécie de gastrópode do gênero Leucosyrinx, pertencente a família Pseudomelatomidae.